# Lliga de Defensa Jueva
La Lliga de Defensa Jueva (en anglès: Jewish Defense League) (en francès: Ligue de Défense Juive) es va crear en 1968 amb el propòsit de protegir els jueus per qualsevol mitjà necessari. Sovint ha estat acusada per alguns mitjans, de ser una organització xenòfoba, aïllacionista, i fonamentalista, ja que els seus membres prediquen una forma radical de sionisme i nacionalisme, amb crides a la violència i l'extremisme.
Segons el rabí radical Meir Kahane, les principals organitzacions jueves dels Estats Units d'Amèrica no han estat capaçes de protegir prou bé als jueus americans de l'antisemitisme.
A França, existeix una branca local de la Lliga de defensa jueva; organització que ha estat classificat com a grup terrorista per l'FBI des de l'any 2001. El seu emblema és un puny tancat de color groc dins d'una estrella de David sobre un fons de color negre, el seu logo té els mateixos colors que el partit d'extrema dreta nacionalista Kach, moviment que ha estat prohibit a Israel.